# Gerd Natschinski
Gerd Joachim Natschinski (* 23. August 1928 in Chemnitz; † 4. August 2015 in Berlin) war ein deutscher Komponist und Dirigent. Er schuf 13 Stücke für Musiktheater sowie Orchesterwerke und Musik für etwa 70 Filme, 400 Lieder, Schlager und Chansons. Natschinski zählt zu den bekanntesten Komponisten der DDR.
Er hatte die Pseudonyme: Robert Romanus, Ernst Erich Erdmann.

## Leben
Natschinskis Vater hatte in seiner Jugend Musik studiert, unter anderem als Schüler des französischen Geigers und Musikpädagogen Henri Marteau, musste dann aber den Beruf eines kaufmännischen Angestellten ergreifen. Zwei Jahre nach der Geburt des Sohnes zogen die Eltern nach Dresden, wo Gerd Natschinski die Volksschule und die Städtische Oberschule in Dresden-Neustadt besuchte. Durch Begleiterscheinungen des Zweiten Weltkrieges – seine Musiklehrer wurden eingezogen, Natschinski erkrankte für längere Zeit schwer – wurde seine Ausbildung oft unterbrochen, und schließlich wurde der 16-Jährige auch noch zur Flak eingezogen, allerdings wegen Krankheit noch vor Kriegsende wieder entlassen.
1945 begann Natschinski an der Hochschule für Musik Dresden ein Dirigentenstudium bei Paul Kurzbach, Werner Hübschmann und Fritz Just, das er jedoch nach dem Willen seines Vaters abbrach. Er zog zu seiner Mutter nach Claußnitz, nördlich von Chemnitz, wo er viele Jahre lebte, seine zweite Frau kennenlernte und mit ihr einen zweiten Sohn zeugte. Nach einer in Chemnitz abgelegten Prüfung wurde er 1946 Musiklehrer an der Claußnitzer Volkshochschule und nahm bis 1948 in Chemnitz Privatunterricht in Theorie, Komposition und Klavier.
Ab Ende 1948 leitete er das Große Unterhaltungsorchester des Leipziger Rundfunks. Er gab Konzerte und dirigierte im Rundfunk auch regelmäßig eigene Arrangements und Kompositionen. Von 1951 bis 1953 war er Meisterschüler bei Hanns Eisler in Berlin und ab 1952 Chefdirigent des Unterhaltungsorchesters des Berliner Rundfunks.
Viele seiner Schlager-Kompositionen – vor allem Zwei gute Freunde (mit Fred Frohberg, 1957), Damals (mit Bärbel Wachholz, 1959) oder Rom-ta-rom (mit Regina Thoss, 1971) erlangten große Popularität und waren herausragende Radio- und Schallplattenerfolge. 1960 entstand die Operette Messeschlager Gisela, 1964 folgte das erste Musical der DDR, Mein Freund Bunbury sowie weitere gemeinsame Werke mit den Librettisten Jürgen Degenhardt und Helmut Bez. Daneben komponierte Natschinski auch populär gewordene Kinder- und Jugendlieder. Von 1978 bis 1981 war er Intendant des Berliner Metropol-Theaters.
1969 gab er seinen Eintritt in die Liberal-Demokratische Partei Deutschlands (LDPD) bekannt. Von 1971 bis 1981 war er Abgeordneter der Volkskammer für die LDPD.
Unter dem Pseudonym Robert Romanus schrieb er auch einige Schlagertexte, z. B. 1959 Damals mit Bärbel Wachholz.
Er ist der Vater des Musikers und Komponisten Thomas Natschinski (* 1947) und des Musikers Lukas Natschinski (* 1995).

## Preise, Auszeichnungen, Ämter (Auswahl)
Natschinski erhielt zahlreiche internationale Auszeichnungen und den Nationalpreis für Kunst und Literatur (III. Klasse: 1961), (II. Klasse: 1974) und (I. Klasse: 1989). Ferner war er
- Vizepräsident des Verbands der Komponisten und Musikwissenschaftler der DDR (1977–1989);
- Präsident und ab 2013 Ehrenmitglied der Dramatiker Union;
- Ehrenmitglied des Beirates der Franz-Grothe-Stiftung.

## Werke (Auswahl)

### Filmmusik
- 1950: Tierkinder (DEFA-Kulturfilm)
- 1952: Blaue Wimpel im Sommerwind (DEFA-Dokumentarfilm)
- 1954: Hexen
- 1954: Carola Lamberti – Eine vom Zirkus
- 1955: Wer seine Frau lieb hat …
- 1955: Star mit fremden Federn
- 1955: Junge Naturforscher (DEFA-Studio für populärwissenschaftliche Filme)
- 1956: Das Stacheltier: Der weiche Artur
- 1957: Mazurka der Liebe
- 1957: Alter Kahn und junge Liebe
- 1958: Meine Frau macht Musik
- 1958: Premiere fällt aus
- 1958: Klotz am Bein
- 1959: Die Premiere fällt aus
- 1959: Verwirrung der Liebe
- 1959: Weißes Blut
- 1960: Hochmut kommt vor dem Knall
- 1961: Der Mann mit dem Objektiv
- 1962: Revue um Mitternacht
- 1965: Chronik eines Mordes
- 1967: Ein Lord am Alexanderplatz
- 1968: Heißer Sommer
- 1969: Im Himmel ist doch Jahrmarkt
- 1970: Hart am Wind
- 1971: Der Mann, der nach der Oma kam
- 1976: Unser Sandmännchen: Rostock I
- 1976: Unser Sandmännchen: Rostock II
- 1978: Hiev up
- 1980: Komödianten-Emil

### Partituren für das Heitere Musiktheater der DDR (Operette, Musical, Musikalisches Lustspiel u. a.)
- Der Soldat der Königin von Madagaskar von Julian Tuwim (1959)
- Messeschlager Gisela, Operette in einem Vorspiel und drei Akten (vier Bildern) von Johannes Schulz, Uraufführung: 16. Oktober 1960, Ost-Berlin, Metropol-Theater
- Servus Peter, Musikalisches Lustspiel in drei Akten (1961), Uraufführung: 1. September 1961, Regie: Erwin Leister, Städtisches Theater Karl-Marx Stadt (jetzt Chemnitz)
- Mein Freund Bunbury, Musical in sieben Bildern (frei nach Oscar Wildes Bunbury) von Helmut Bez und Jürgen Degenhardt, Uraufführung: 2. Oktober 1964, Ost-Berlin, Metropol-Theater
- Terzett, Musical von Helmut Bez und Jürgen Degenhardt (1974)
- Casanova, Musical in zwei Teilen (einunddreißig Bildern) von Helmut Bez und Jürgen Degenhardt, Uraufführung: 10. September 1976, Ost-Berlin, Metropol-Theater
- Das Dekameronical – Fünf ergötzliche Geschichten nach dem „Decamerone“ des Herrn Giovanni Boccaccio (1979–82)
- Ein Fall für Sherlock Holmes, Krimical in zwei Akten mit Vorspiel, todsicherem Finale (1982)
- Planet der Verliebten, nach Motiven der Erzählung „Sterelmesek bolygója“ von Fekete Gyula (1984)
- Caballero, Musical (1988)

### Ballett
- Hoffmanns Erzählungen (Phantastisches Ballett nach der Oper von Jacques Offenbach, Libretto: Bernd Köllinger, Choreographie: Schilling (1986), Hoffmann: Gerald Binke)

### Andere Bühnenwerke
- Der Zauberring, Märchenspiel, Uraufführung: 20. Dezember 1946, Gasthof „Weißes Roß“
- Der Totokönig, Operette (Fragment)
- Palastical Nr. 1 – arrangiert von Gerhard Kneifel

### Hörspiel
- 1970: Jiří Vršťala: Ferdinand, paß auf! (auch Leitung Studio-Orchester, Liedtexte: Andreas Bauer, gesungen von Kleiner Kinderchor des Deutschlandsenders) – Regie: Jiří Vršťala (Kinderhörspiel – Litera)

### Lieder
- Du hast ’nen kleinen Mann im Ohr, Titelschlager des DEFA-Films Der Mann mit dem Objektiv (gesungen von Micaëla Kreißler und Rolf Ludwig) (1961)
- Die Rose war rot, Chanson (gesungen von Gerry Wolff, 1966)
- Das ist die Welt, in der ich glücklich bin (gesungen von Gisela May, 1971)
- Lied der jungen Naturforscher (1952), Blaue Wimpel im Sommerwind (1952), Pioniermarsch